# Тімоте Атуба
Тімоте Атуба (фр. Thimothée Atouba, нар. 17 лютого 1982, Дуала) — камерунський футболіст, що грав на позиції захисника за низку європейських клубних команд, а також національну збірну Камеруну.
Дворазовий чемпіон Швейцарії. Володар Кубка Нідерландів. Чемпіон Нідерландів. Дворазовий володар Кубка Інтертото.

## Клубна кар'єра
Народився 17 лютого 1982 року в місті Дуала. Вихованець футбольної школи клубу «Юніон Дуала». Дорослу футбольну кар'єру розпочав 2000 року в основній команді того ж клубу, в якій того року взяв участь у 16 матчах чемпіонату, після чого отримав запрошення від швейцарського «Ксамакса».
Провівши півтора сезони у «Ксамаксі», перейшов до «Базеля», одного з лідерів швейцарської першості. За три роки двічі ставав у складі базельської команди чемпіоном Швейцарії.
Влітку 2004 року за 4,5 мільйона євро перейшов до англійського «Тоттенгем Готспур», проте стати основним гравцем лондонської команди не зміг. Вже наступного року продовжив кар'єру в німецькому «Гамбурзі», якому трансфер камерунця обійшовся у 2,5 мільйона євро. Протягом перших трьох років був гравцем основного складу команди, допоміг їй двічі стати переможцем Кубка Інтертото. У сезоні 2008/09 втратив статус основного оборонця «Гамбурга» і по завершенні сезону залишив команду на правах вільного агента.
2009 року уклав контракт з нідерландським «Аяксом», в якому лише епізодично виходив на поле. Завершив ігрову кар'єру в іспанському «Лас-Пальмасі», за який виступав протягом 2012—2014 років, взявши за цей час участь у 8 іграх Сегунди.

## Виступи за збірну
1999 року дебютував в офіційних матчах у складі національної збірної Камеруну.
Наступного року поїхав у складі збірної на Кубок африканських націй 2000 у Гані та Нігерії, де вона здобула титул континентального чемпіона, однак сам Атуба залишався резервним гравцем і на поле не виходив.
У подальшому ще тричі ставав учасником континентальних футбольних форумів, на яких вже був гравцем основного складу національної команди, — 2004 року у Тунісі, 2006 року в Єгипті та 2008 року у Гані. На останньому з них став віце-чемпіоном Африки.
Також у складі збірної був учасником розіграшу Кубка конфедерацій 2003 року у Франції, де взяв участь в усіх матчах команди і допоміг їй здобути «срібло» турніру.
Загалом протягом кар'єри у національній команді, яка тривала 10 років, провів у її формі 43 матчі.
| Дата       | Місто          | Господарі   | Результат                 | Гості       | Турнір                                      | Голи | Примітки  |
| ---------- | -------------- | ----------- | ------------------------- | ----------- | ------------------------------------------- | ---- | --------- |
| 28-2-1999  | Яунде          | Камерун     | 1 – 0                     | Мозамбік    | Відбір до Кубка африканських націй 2000     | -    | 80'       |
| 6-6-1999   | Яунде          | Камерун     | 1 – 0                     | Еритрея     | Відбір до Кубка африканських націй 2000     | -    | 80'       |
| 11-2-2003  | Шатору         | Камерун     | 0 – 3                     | Кот-д'Івуар | товариський матч                            | -    | 72'       |
| 27-3-2003  | Радес          | Камерун     | 2 – 0                     | Мадагаскар  | товариський матч                            | -    | Замінений |
| 19-6-2003  | Сен-Дені       | Бразилія    | 0 – 1                     | Камерун     | Кубок Конфедерацій 2003 - 1-й етап          | -    | 64'       |
| 21-6-2003  | Сен-Дені       | Камерун     | 1 – 0                     | Туреччина   | Кубок Конфедерацій 2003 - 1-й етап          | -    | 70'       |
| 23-6-2003  | Сен-Дені       | Камерун     | 0 – 0                     | США         | Кубок Конфедерацій 2003 - 1-й етап          | -    | 54'       |
| 26-6-2003  | Ліон           | Колумбія    | 0 – 1                     | Камерун     | Кубок Конфедерацій 2003 - півфінал          | -    | 74'       |
| 29-6-2003  | Сен-Дені       | Франція     | 1 – 0                     | Камерун     | Кубок Конфедерацій 2003 - Фінал             | -    |           |
| 19-11-2003 | Оїта           | Японія      | 0 – 0                     | Камерун     | товариський матч                            | -    |           |
| 25-1-2004  | Сус            | Камерун     | 1 – 1                     | Алжир       | Кубок африканських націй 2004 - 1-й етап    | -    | 64'       |
| 29-1-2004  | Сфакс          | Зімбабве    | 3 – 5                     | Камерун     | Кубок африканських націй 2004 - 1-й етап    | -    |           |
| 3-2-2004   | Монастір       | Камерун     | 0 – 0                     | Єгипет      | Кубок африканських націй 2004 - 1-й етап    | -    |           |
| 8-2-2004   | Монастір       | Камерун     | 1 – 2                     | Нігерія     | Кубок африканських націй 2004 - чвертьфінал | -    |           |
| 28-4-2004  | Софія (місто)  | Болгарія    | 3 – 0                     | Камерун     | товариський матч                            | -    | 55'       |
| 6-6-2004   | Яунде          | Камерун     | 2 – 1                     | Бенін       | Відбір до ЧС 2006                           | -    |           |
| 18-6-2004  | Місурата       | Лівія       | 0 – 0                     | Камерун     | Відбір до ЧС 2006                           | -    |           |
| 4-7-2004   | Яунде          | Камерун     | 2 – 0                     | Кот-д'Івуар | Відбір до ЧС 2006                           | -    |           |
| 5-9-2004   | Каїр           | Єгипет      | 3 – 2                     | Камерун     | Відбір до ЧС 2006                           | -    |           |
| 9-10-2004  | Омдурман       | Судан       | 1 – 1                     | Камерун     | Відбір до ЧС 2006                           | -    |           |
| 17-11-2004 | Лейпциг        | Німеччина   | 3 – 0                     | Камерун     | товариський матч                            | -    |           |
| 9-2-2005   | Кретей         | Сенегал     | 0 – 1                     | Камерун     | товариський матч                            | -    |           |
| 27-3-2005  | Яунде          | Камерун     | 2 – 1                     | Судан       | Відбір до ЧС 2006                           | -    | 72'       |
| 4-9-2005   | Абіджан        | Кот-д'Івуар | 2 – 3                     | Камерун     | Відбір до ЧС 2006                           | -    | 77'       |
| 15-11-2005 | Алес (Гар)     | Марокко     | 0 – 0                     | Камерун     | товариський матч                            | -    | 46'       |
| 21-1-2006  | Каїр           | Камерун     | 3 – 1                     | Ангола      | Кубок африканських націй 2006 - 1-й етап    | -    |           |
| 25-1-2006  | Каїр           | Камерун     | 2 – 0                     | Того        | Кубок африканських націй 2006 - 1-й етап    | -    |           |
| 4-2-2006   | Каїр           | Кот-д'Івуар | 1 – 1 д.ч. (12 – 11 п.п.) | Камерун     | Кубок африканських націй 2006 - чвертьфінал | -    |           |
| 27-5-2006  | Роттердам      | Нідерланди  | 1 – 0                     | Камерун     | товариський матч                            | -    | 46'       |
| 24-3-2007  | Яунде          | Камерун     | 3 – 1                     | Ліберія     | Відбір до Кубка африканських націй 2008     | -    |           |
| 3-6-2007   | Монровія       | Ліберія     | 1 – 2                     | Камерун     | Відбір до Кубка африканських націй 2008     | -    |           |
| 22-8-2007  | Оїта           | Японія      | 2 – 0                     | Камерун     | товариський матч                            | -    |           |
| 22-1-2008  | Кумасі         | Камерун     | 2 – 4                     | Єгипет      | Кубок африканських націй 2008 - 1-й етап    | -    |           |
| 26-1-2008  | Кумасі         | Замбія      | 1 – 5                     | Камерун     | Кубок африканських націй 2008 - 1-й етап    | -    |           |
| 30-1-2008  | Тамале (місто) | Камерун     | 3 – 0                     | Судан       | Кубок африканських націй 2008 - 1-й етап    | -    | 46'       |
| 4-2-2008   | Тамале (місто) | Туніс       | 2 – 3 д.ч.                | Камерун     | Кубок африканських націй 2008 - чвертьфінал | -    | 78' 108'  |
| 7-2-2008   | Аккра          | Гана        | 0 – 1                     | Камерун     | Кубок африканських націй 2008 - півфінал    | -    |           |
| 10-2-2008  | Аккра          | Камерун     | 0 – 1                     | Єгипет      | Кубок африканських націй 2008 - Фінал       | -    | 61'       |
| 31-5-2008  | Яунде          | Камерун     | 2 – 0                     | Кабо-Верде  | Відбір до ЧС 2010                           | -    | 18'       |
| 8-6-2008   | Кьюрпайп       | Маврикій    | 0 – 3                     | Камерун     | Відбір до ЧС 2010                           | -    |           |
| 14-6-2008  | Дар-ес-Салам   | Танзанія    | 0 – 0                     | Камерун     | Відбір до ЧС 2010                           | -    |           |
| 21-6-2008  | Яунде          | Камерун     | 2 – 1                     | Танзанія    | Відбір до ЧС 2010                           | -    | 75'       |
| 6-9-2008   | Прая           | Кабо-Верде  | 1 – 2                     | Камерун     | Відбір до ЧС 2010                           | -    |           |
| Усього     |                | Матчів      | 43                        |             | Голів                                       | 0    |           |

## Титули і досягнення
- Володар Кубка африканських націй (1):

Камерун: 2000
- Срібний призер Кубка африканських націй: 2008
- Чемпіон Швейцарії (1):

«Базель»: 2003–04
- Володар Кубка Швейцарії (1):

«Базель»: 2002–03
- Володар Кубка Нідерландів (1):

«Аякс»: 2009–10
- Чемпіон Нідерландів (1):

«Аякс»: 2010–11
- Володар Кубка Інтертото (2):

«Гамбург»: 2005, 2007